# دیلمان، آق‌سو
دیلمان (به لاتین: Dilman) یک منطقهٔ مسکونی در جمهوری آذربایجان است که در شهرستان آغ‌سو واقع شده‌است. دیلمان ۹۰۵ نفر جمعیت دارد.